# Hazardzista (film)
Hazardzista (ang. Owning Mahowny) – kanadyjsko-brytyjski film biograficzny i dramat z 2003 w reżyserii Richarda Kwietniowskiego. Scenariusz został oparty na wydarzeniach z Kanady z lat 1980–1982.

## Opis fabuły
Dan Mahowny, młody i ambitny pracownik Canadian Imperial Bank of Commerce będąc uzależnionym od hazardu w ciągu 18 miesięcy defrauduje ponad 10 mln dolarów. Gra w kasynach i jest świadomy swojego nałogu, ale ulega presji i chęci wygranej. Problemy odbijają się na jego życiu prywatnym. Ostatecznie na dokonanywane przez niego przestępstwa natrafia policja, która rozpoczyna śledztwo.    

## Obsada
- Philip Seymour Hoffman jako Dan Mahowny
- Minnie Driver jako Belinda
- John Hurt jako Victor Foss
- Maury Chaykin jako Frank Perlin
- Ian Tracey jako Detektyw Ben Lock
- Jason Blicker jako Dave Quinson
- Roger Dunn jako Bill Gooden
- Sonja Smits jako Dana Selkirk
- Joseph Scoren jako Detektyw

i inni.

## Fakty
Film oparty na losach Dana Mahowny, pracownika banku w Toronto, który w latach 1980-1982 doprowadził do defraudacji ponad 10 mln dolarów w wyniku uzależnienia od hazardu. Ostatecznie za popełnione przestępstwa został skazany na 6 lat więzienia. Terapia, której się podjął spowodowała ostatecznie, że uwolnił się od nałogu.